# Эмигдий
Эми(г)дий (+303 или 309) — епископ, священномученик. День памяти — 5 августа.
Святой Эмигдий (Emygdius), или Эмидий (Emidius) был язычником из Трира, Германия, обращённым в христианство. Прибыв в Рим, он исцелил парализованную дочь Грациана (Gratianus), приютившего святого в своём доме на острове Тиберина. Впоследствии семья Грациана приняла крещение.
Эмигдий также исцелил слепого. Тогда римские граждане, решив, что св. Эмигдий — сын Аполлона, силой поместили его в храм Эскулапа, что на Тибре, где он исцелил множество больных. Однако Эмигдий объявил себя христианином, разрушив алтарь языческого храма и разбив на куски статую Эскулапа. Он также многих обратил ко Христу, чем прогневал городское начальство.
Святой папа Римский Маркелл I или Маркеллин отправил его в Асколи-Пичено. По дороге в Асколи св. Эмигдий многих обратил в Христову веру и явил чудо, изведя воду из горы, ударив в неё посохом. Полимий (Polymius), местный правитель, пытался понудить Эмигдия принести жертву Юпитеру и Ангарии, считавшимся покровителями Асколи. Он также предложил святому в жёны свою дочь Полизию (Polisia). Однако вместо женитьбы св. Эмигдий крестил Полизию в водах Тронто вместе с многими другими.
Разгневанный Полимий обезглавил святого там, где нынче находится Красная башня святого Эмигдия (Tempietto di Sant’Emidio Rosso). Там он пострадал вместе с Евполом (Eupolus, Euplus), Германом (Germanus) и Валентием (Valentius, Valentinus). Эмигдий, встав, отнёс свою голову на гору, где нынче воздвигнута молельня (ныне: Sant’Emidio alle Grotte). После мученичества св. Эмигдия его последователи напали на дворец Полимия и разгромили его.
Мощи святого Эмигдия почивают в Асколи-Пичено.
Ему молятся против землетрясений.

## Галерея

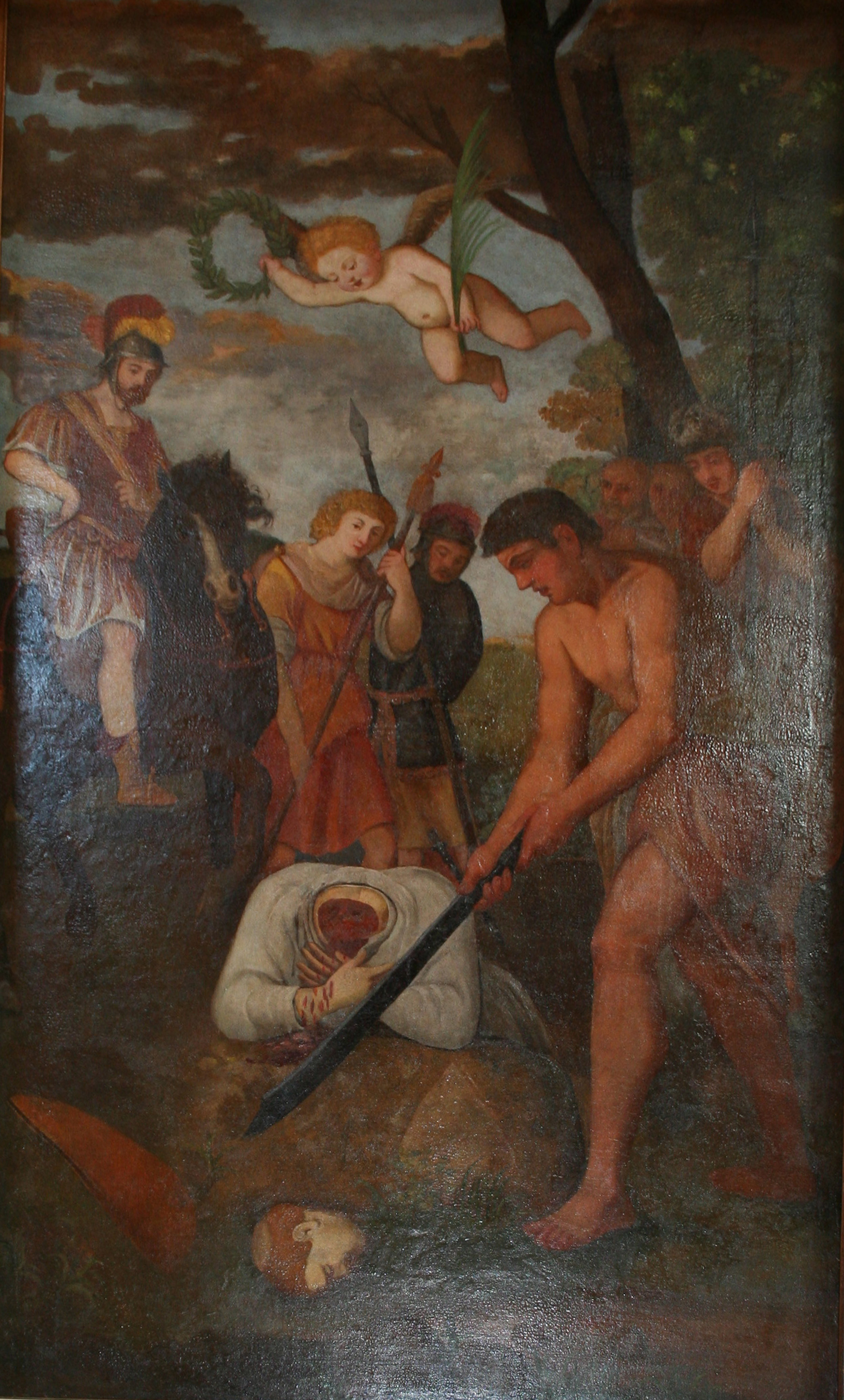
Усечение главы святого Эмигдия
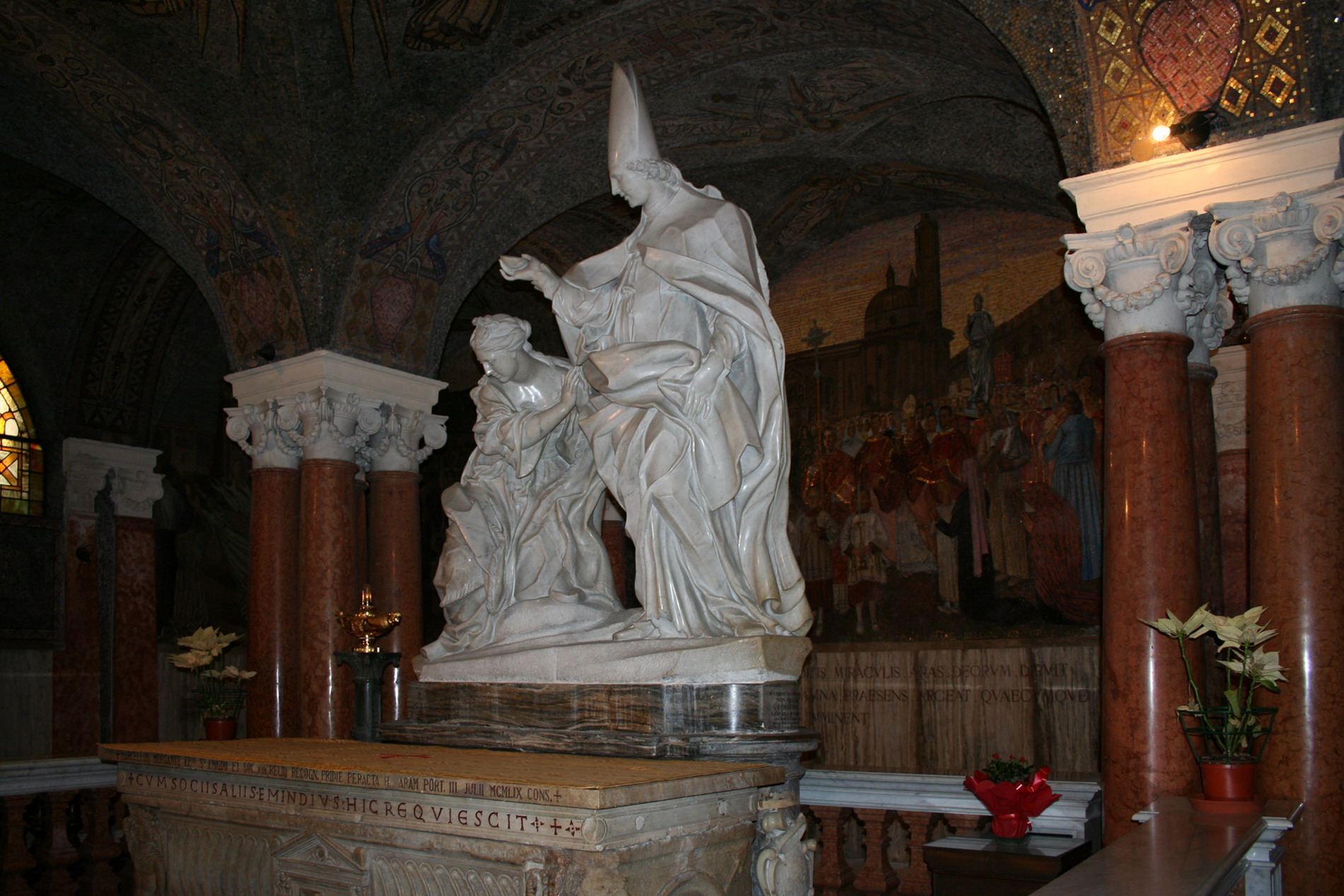
Святой Эмигдий, обращающий ко Господу Полизию (Polisia)
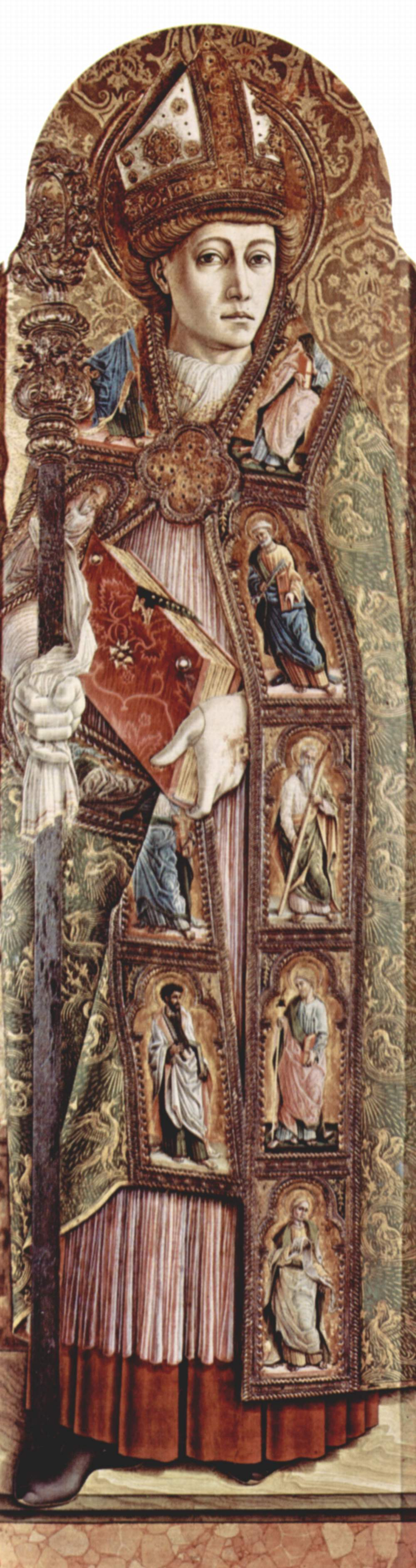
Святой Эмигдий. Картина Карло Кривелли (1473)
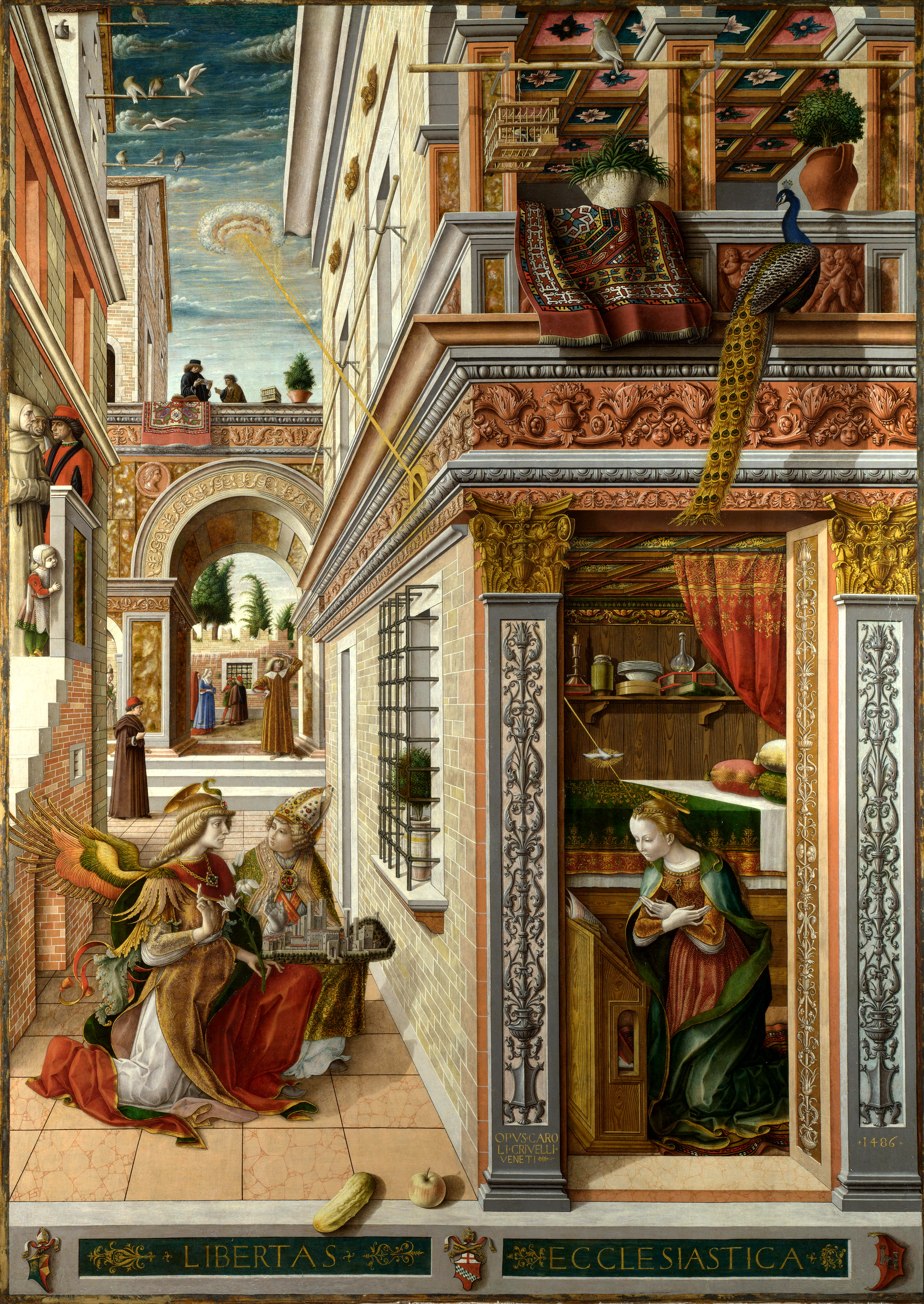
Благовещение со святым Эмидием. Карло Кривелли (1486)
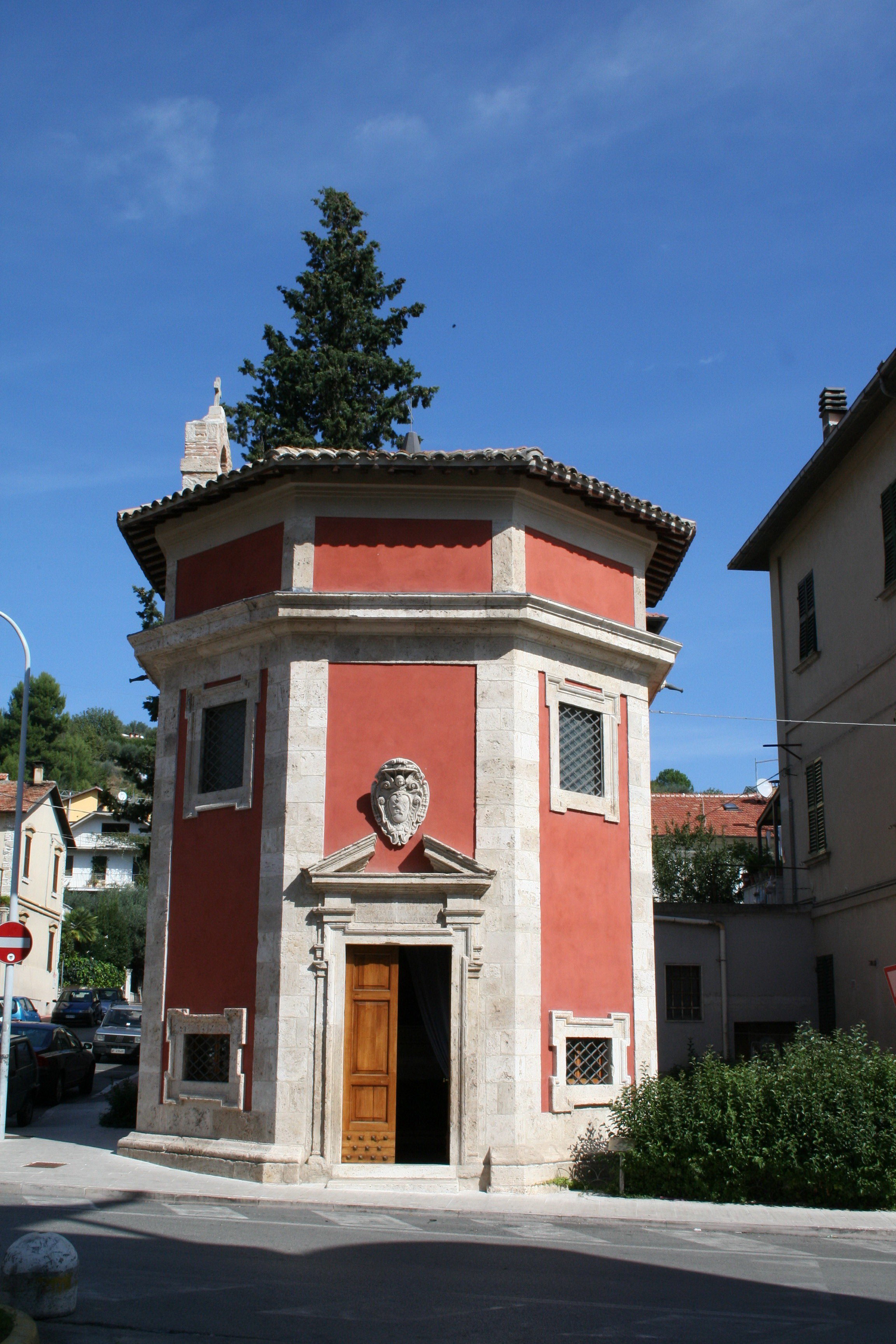
«Красная башня». По преданию, построена на месте казни святого Эмигдия.